# Бадахоська тайфа
Бада́хоська та́йфа (ісп. і порт. Taifa de Badajoz; араб. طائفة بطليوس) — в 1012–1094 і 1144—1150 роках ісламська монархічна держава на Піренейському півострові зі столицею в місті Бадахос. Розташовувалася на землях сучасної південно-західної Іспанії та центральної Португалії. Одна із тайф-еміратів (князівств), які виникли після розпаду Кордовського халіфату. Заснована Сабуром, колишнім рабом, хаджибом Нижньої марки і управителем Бадахоса. 1022 року престол захопив його візир Абдаллах аль-Афтас, що започаткував Афтаську династію. 1034 року він завоював Лісабонську тайфу, яку очолювали нащадки Сабура. 1055 року Бадахоська тайфа стала васалом християнського Кастильсько-Леонського королівства, втративши землі на півдні річки Мондегу. Одночасно вона вела виснажливу війну із Севільською тайфою, яка загарбала значну частину земель. 1066 року після смерті Абу Бакра, сина Абдаллаха, спалахнула міжусобиця між його синами, в якій переміг перший Яхія. 1086 року він зрадив леонців й взяв участь у битві при Саграхасі на боці їхніх ворогів — Альморавідів. Проте після перемоги уклав союз із леонським королем Альфонсо VI, побоюючись посилення марокканської імперії на півострові. 1094 року Альморавіди захопили Бадахоську тайфу, а Яхію з первістками убили. 1144 року Бадахоська тайфа відновила незалежність, але за п'ять років була підкорена військами Альмохадської держави. На кінець Реконкісти терени тайфи були поділені між християнськими королівствами Кастилії та Португалії.

## Назва
- Бада́хоська та́йфа (ісп. і порт. Taifa de Badajoz)
- Баталіюська тайфа (араб. طائفة بطليوس, Ta'waif al-Batalyaws) — від Баталіюс, арабської назви Бадахоса.
- Бадахоський емірат (ісп. і порт. emirado de Badajoz)
- Бадахоське королівство-тайфа (ісп. reino taifa de Badajoz)
- Бадахоське королівство (ісп. і порт. reino de Badajoz).

## Історія

Тайфи у 1037 році. Бадахоська тайфа — найбільша на заході, під правлінням Афтасів.

- На межі 1012—1013 років (403 року за ісламським календарем) Сабур був проголошений хаджибом Нижньої марки. Як і більшість голів інших тайф він обрав саме цей титул замість титулів суверенних правителів — маліка (короля) або еміра (князя), щоб підкреслити свою легітимність як представника халіфа у регіоні й, відповідно, право на повноту влади[1]. Сабур контролював територію площею до 90 тисяч км² зі столицею в Бадахосі. До його тайфи входили Сантарен, Мерида, Лісабон, Евора, Корія та інші великі міста ісламської Іспанії[1].
- 8 квітня 1022 року (413 року за ісламським календарем) після смерті Сабура регентом при його синах став його візир Абдаллах на прізвисько аль-Афтас (Кирпатий). Він поступово узурпував владу і сам очолив тайфу, відсторонивши молодих претендентів від престолу[2]. Сини Сабура — Абд аль-Малік і Абд аль-Азіз — втекли до Лісабона, де проголосили незалежність, але програли боротьбу 1034 року[2]. Абдаллах став творцем Афтаської династії, що правила тайфою кілька десятиліть.
- За правління Абдаллаха розпочалися тривалі війни Бадахоської тайфи із сусідньою мусульманською Севільською тайфою[1]. Бадахосці втратили Бежу, але 1030 року (421 року за ісламським календарем) уклали із Севільєю мир[2]. Згодом вони помстилися севільцям в 1033 або 1034 році, підступно напавши на них[2].
- 2 грудня 1045 року (437 року за ісламським календарем) помер Абдаллах, а його престол успадкував його син Абу Бакр.
- 23 жовтня 1086 року війська Бадахоської тайфи приєдналися до сил Альморавідів під проводом Юсуф ібн Ташфіна й здобули перемогу над християнським військом Альфонсо VI у битві при Саграхасі.

## Правителі
- 1012/1013 — 1022: Сабур
- 1022 — 1045: Абдаллах
- 1045 — 1068: Абу Бакр
- 1068 — 1079: Яґ'я аль-Мансур
- 1079 — 1093: Мухаммад
- 1142 — 1145: Сідрай аль-Вазир
- 1145 — 1149: Мухаммад аль-Хайї

## Галерея

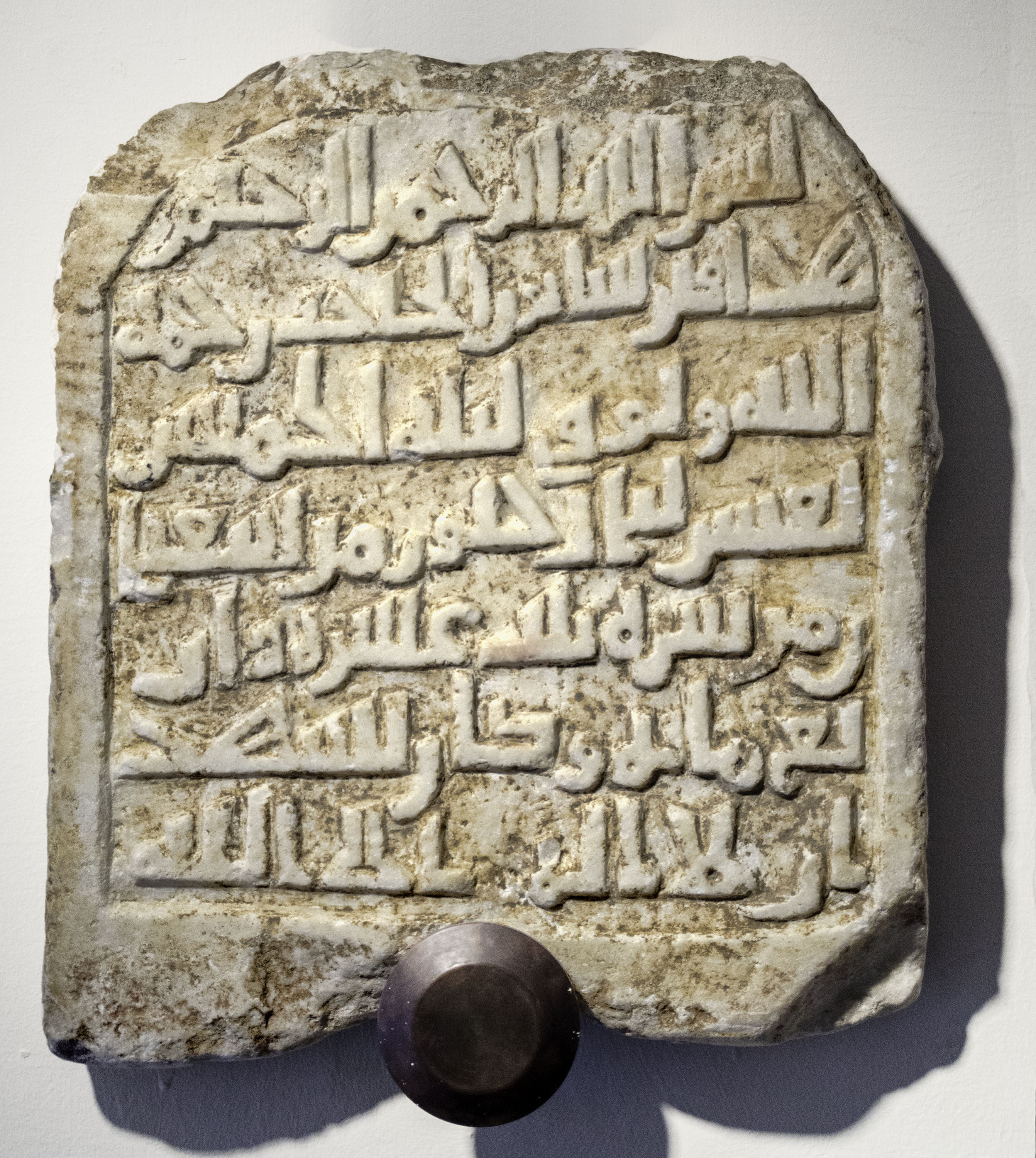
Надгробок Сабура
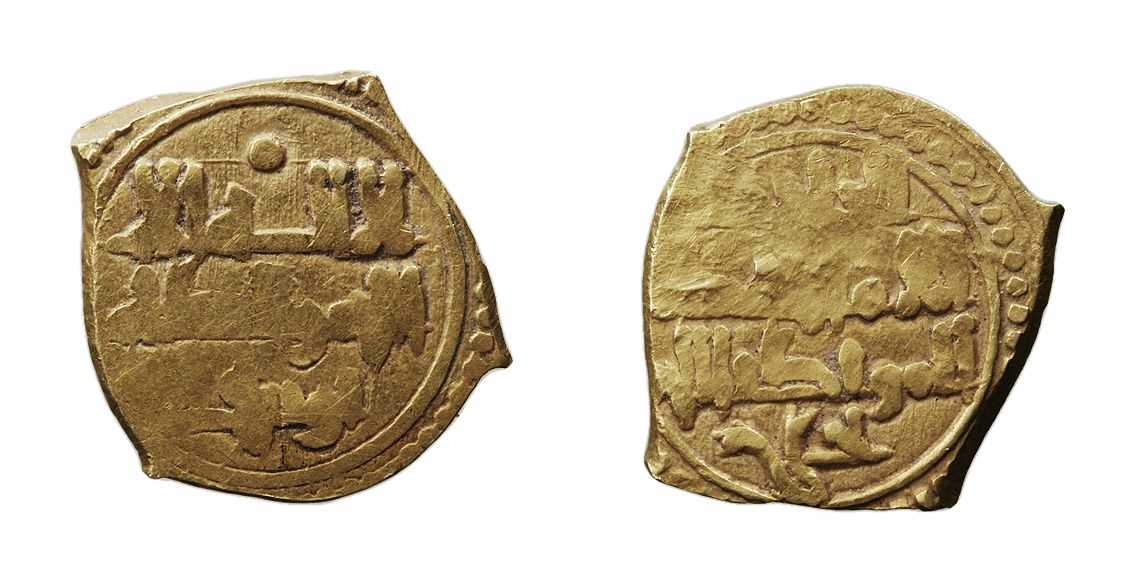
Динар Яхії
Тайфи, 1037
Тайфи, 1080

### Монографії
- Martínez y Martínez, Matías Ramón. Historia del reino de Badajoz durante la dominación musulmana. Badajoz: Diputación Provincial, 2007.
- Rebollo Ávalos, María José. La cultura en el reino de Taifa de Badajoz, Ibn'Abdun de Évora (m.530/1135). Badajoz: Diputación Provincial de Badajoz. Departamento de Publicaciones, 1997.
- Díaz Esteban, Fernando. Bataliús: el reino taifa de Badajoz. Estudios Letrúmero, 1996.
- Díaz Esteban, Fernando. Bataliús II: nuevos estudios sobre el reino Taifa de Badajoz. Estudios Letrúmero, 1999.
- Vázquez Atochero, Alfonso. Badajoz árabe, el reino aftasí. Badajoz: Abecedario, 2004.
- Abdesselem, Afif Ben. La dynastie Afṭaside de Badajoz //  La vie littéraire dans l'Espagne musulmane sous les Mulūk al-Ṭawā'i. Damas: Presses de l’Ifpo, 2001.

### Статті
- Luis García Iglesias. El epitafio de Sabur, rey de Taifa de Badajoz: Nota sobre su hallazgo y posesores // Revista de estudios extremeños, Vol. 51, Nº 2, 1995, p. 363-376
- María José Rebollo Ávalos. Sobre algunas personalidades notables del reino taifa de Badajoz // Miscelánea de estudios árabes y hebraicos. Sección Árabe-Islam, ISSN 0544-408X, Vol. 46, 1997, p. 267-275
- Pacheco Paniagua, Juan Antonio. El ocaso de la dinastía aftasí de Badajoz // Revista de estudios extremeños. 1992, 48 (2): 363-376.

### Довідники
- Maíllo Salgado, Felipe. Sabur al-Saqlabi [Архівовано 23 березня 2021 у Wayback Machine.] // Diccionario Biográfico Español... Madrid: Real Academia de la Historia, 2013. Vol. 44.